# Stensåsesjön
Stensåsesjön är en sjö i Kungälvs kommun i Bohuslän och ingår i Göta älvs huvudavrinningsområde. Sjön är 8 meter djup, har en yta på 0,02 kvadratkilometer och befinner sig 111 meter över havet.